# مانایا نوکو
مانایا نوکو (انگلیسی: Manaia Nuku؛ زادهٔ ۳ سپتامبر ۲۰۰۲) بازیکن راگبی ۱۵ نفره اهل نیوزیلند است.
وی در مسابقات کشوری و بین‌المللی در مجموع برندهٔ ۱ مدال طلا شده است.